# Marlies Gutewort
Marlies Gutewort, nach Heirat 1979 Marlies Schwalbe, nach zweiter Heirat 1983 Marlies Harnes (* 13. September 1953 in Mahlow), ist eine ehemalige deutsche Leichtathletin, die sich auf den 400-Meter-Hürdenlauf spezialisiert hatte.

## Sportliche Karriere
Marlies Gutewort startete für den OSC Berlin. Sie gewann den Titel im 400-Meter-Hürdenlauf bei den Deutschen Meisterschaften 1982 und 1984. Ihre Bestzeit von 56,79 Sekunden lief sie am 29. August 1982 in Stuttgart. Bei Deutschen Meisterschaften erreichte sie während ihrer Karriere außer über 400 Meter Hürden auch im 100-Meter-Hürdenlauf, über 400 Meter und im Weitsprung eine Endkampfplatzierung unter den besten acht Athletinnen.
Marlies Gutewort trat zwischen 1977 und 1984 bei elf Wettkämpfen im Nationaltrikot an. Bei den Europameisterschaften 1982 in Athen schied Gutewort in 57,34 Sekunden im Vorlauf aus.
Marlies’ Schwester Doris Gutewort war Diskuswerferin.